# Сакун Федір Павлович
Федір Павлович Сакун (25 вересня 1929, село Козарівка, тепер Канівського району Черкаської області — 16 грудня 2003 село Новогригорівка, тепер Нижньогірського району Автономної Республіки Крим) — український радянський діяч, голова колгоспу імені Войкова Нижньогірського району Кримської області. Герой Соціалістичної Праці (8.04.1971). Член ЦК КПУ в 1976—1986 роках.

## Біографія
Народився в селянській родині в селі Козарівка, тепер Канівського району Черкаської області або, за іншими даними, в селі Антонівка, тепер Кагарлицького району Київської області. Напередодні німецько-радянської війни переїхав з родиною до Кримської АРСР. Під час війни перебував в евакуації в Краснодарському краї.
Закінчив Сімферопольське фабрично-заводське училище. Працював теслею-столяром будівельно-монтажного управління № 8 та теслею в колгоспі.
Після закінчення школи керівників колгоспів за спеціальністю «молодший агроном» з початку 1950-х років працював бригадиром овочівників, заступником голови укрупненого колгоспу.
Член КПРС з 1956 року.
З лютого 1959 до лютого 1995 року — голова колгоспу імені Войкова села Новогригорівки Нижньогірського району Кримської області.
Освіта вища. У 1964 році закінчив Кримський сільськогосподарський інститут імені Калініна.
З лютого 1995 року — на пенсії в селі Новогригорівка Нижньогірського району Автономної Республіки Крим. Очолював Раду ветеранів Новогригорівської сільської ради.

## Нагороди
- Герой Соціалістичної Праці (8.04.1971)
- орден Леніна (8.04.1971)
- орден Жовтневої Революції (4.03.1982)
- два ордени Трудового Червоного Прапора (8.12.1973, 24.12.1976)
- медаль «За трудову доблесть» (26.02.1958)
- медалі
- почесний громадянин Нижньогірського району
- заслужений працівник агропромислового комплексу Автономної Республіки Крим (2.11.1999)